# Джиммі Вотсон
Джиммі Вотсон (англ. Jimmy Watson; нар. 19 серпня 1952, Смітерс, Британська Колумбія) — колишній канадський хокеїст, що грав на позиції захисника. Грав за збірну команду Канади.
Володар Кубка Стенлі. Провів понад 700 матчів у Національній хокейній лізі.
Молодший брат Джо Вотсона.

## Ігрова кар'єра
Хокейну кар'єру розпочав 1968 року.
1972 року був обраний на драфті НХЛ під 39-м загальним номером командою «Філадельфія Флаєрс». 
Усю професійну клубну ігрову кар'єру, що тривала 11 років, провів, захищаючи кольори команди «Філадельфія Флаєрс».
Загалом провів 714 матчів у НХЛ, включаючи 101 гру плей-оф Кубка Стенлі.
Виступав за збірну Канади, провів два матчі в її складі.

## Нагороди та досягнення
- Пам'ятний трофей Білла Гантера — 1972.
- Володар Кубка Стенлі в складі «Філадельфія Флаєрс» — 1974, 1975.
- Учасник матчу усіх зірок НХЛ — 1975, 1976, 1977, 1978, 1980.
- Володар Кубка Канади — 1976.

## Тренерська робота
З 2008 по 2010 тренував юнацьку та юніорську команду «Філадельфія Флаєрс».

## Статистика

### Клубні виступи
| Сезон        | Клуб                  | Ліга         | Регулярний сезон | Регулярний сезон | Регулярний сезон | Регулярний сезон | Регулярний сезон | Регулярний сезон | Плей-оф | Плей-оф | Плей-оф | Плей-оф | Плей-оф |
| Сезон        | Клуб                  | Ліга         | І                | Г                | П                | О                | +/-              | ШХ               | І       | Г       | П       | О       | ШХ      |
| ------------ | --------------------- | ------------ | ---------------- | ---------------- | ---------------- | ---------------- | ---------------- | ---------------- | ------- | ------- | ------- | ------- | ------- |
| 1968–69      | «Калгарі Сентенніалс» | ЗКХЛ         | 52               | 2                | 15               | 17               | —                | 26               | 11      | 1       | 4       | 5       | 0       |
| 1969–70      | «Калгарі Сентенніалс» | ЗКХЛ         | 35               | 3                | 15               | 18               | —                | 18               | —       | —       | —       | —       | —       |
| 1970–71      | «Калгарі Сентенніалс» | ЗКХЛ         | 64               | 9                | 35               | 44               | —                | 118              | 11      | 3       | 7       | 10      | 8       |
| 1971–72      | «Калгарі Сентенніалс» | ЗКХЛ         | 66               | 13               | 52               | 65               | —                | 50               | 13      | 3       | 9       | 12      | 6       |
| 1972–73      | «Ричмонд Робінс»      | АХЛ          | 73               | 5                | 33               | 38               | —                | 83               | 4       | 1       | 2       | 3       | 6       |
| 1972–73      | «Філадельфія Флаєрс»  | НХЛ          | 4                | 0                | 1                | 1                | -1               | 5                | 2       | 0       | 0       | 0       | 0       |
| 1973–74      | «Філадельфія Флаєрс»  | НХЛ          | 78               | 2                | 18               | 20               | +33              | 44               | 17      | 1       | 2       | 3       | 41      |
| 1974–75      | «Філадельфія Флаєрс»  | НХЛ          | 68               | 7                | 18               | 25               | +41              | 72               | 17      | 1       | 8       | 9       | 10      |
| 1975–76      | «Філадельфія Флаєрс»  | НХЛ          | 79               | 2                | 34               | 36               | +65              | 66               | 16      | 1       | 8       | 9       | 6       |
| 1976–77      | «Філадельфія Флаєрс»  | НХЛ          | 71               | 3                | 23               | 26               | +34              | 35               | 10      | 1       | 2       | 3       | 2       |
| 1977–78      | «Філадельфія Флаєрс»  | НХЛ          | 71               | 5                | 12               | 17               | +33              | 62               | 12      | 7       | 8       | 6       | 4       |
| 1978–79      | «Філадельфія Флаєрс»  | НХЛ          | 77               | 9                | 13               | 22               | +11              | 52               | 8       | 0       | 2       | 2       | 2       |
| 1979–80      | «Філадельфія Флаєрс»  | НХЛ          | 71               | 5                | 18               | 23               | +53              | 51               | 15      | 0       | 4       | 4       | 20      |
| 1980–81      | «Філадельфія Флаєрс»  | НХЛ          | 18               | 2                | 2                | 4                | +14              | 6                | —       | —       | —       | —       | —       |
| 1981–82      | «Філадельфія Флаєрс»  | НХЛ          | 76               | 3                | 9                | 12               | +12              | 99               | 4       | 0       | 1       | 1       | 2       |
| Усього в НХЛ | Усього в НХЛ          | Усього в НХЛ | 613              | 38               | 148              | 186              | +295             | 492              | 101     | 5       | 34      | 39      | 89      |

### Збірна
| Рік  | Команда            | Турнір |   | І | Г | П | О | ШХ |
| ---- | ------------------ | ------ | - | - | - | - | - | -- |
| 1976 | Канада             | КК     | 2 | 0 | 0 | 0 | 2 |    |
|      | Національна збірна |        | 2 | 0 | 0 | 0 | 2 |    |